# Čierne
Čierne este o comună slovacă, aflată în districtul Čadca din regiunea Žilina. Localitatea se află la altitudinea de 454 m deasupra n.m., se întinde pe o suprafață de 20,84 km2 și în 2017 număra 4.402 locuitori.

## Istoric
Localitatea Čierne este atestată documentar din 1645.

## Demografie
| An:                | 1994 | 2004    | 2014   | 2024   |
| ------------------ | ---- | ------- | ------ | ------ |
| Număr de persoane: | 3925 | 4326    | 4405   | 4438   |
| Diferență:         |      | +10,21% | +1,82% | +0,74% |

| An:                | 2023 | 2024   |
| ------------------ | ---- | ------ |
| Număr de persoane: | 4416 | 4438   |
| Diferență:         |      | +0,49% |